# Wageningen Social & Economic Research

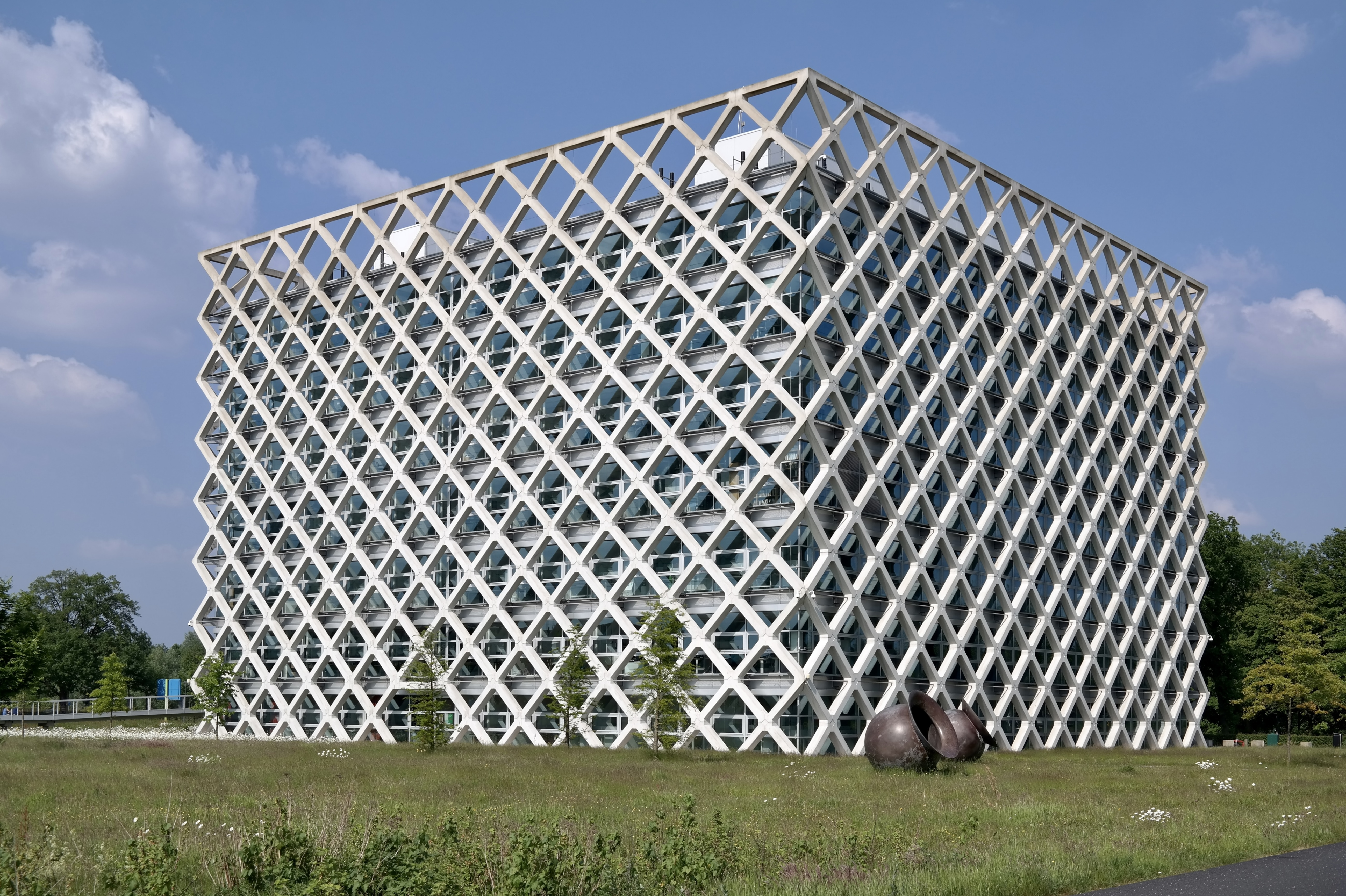
Gebouw Atlas, waar sinds 2018 het hoofdkantoor van WSER zetelt

Wageningen Social & Economic Research is een van de onderzoeksinstituten van Wageningen University & Research. Het heeft zijn hoofdvestiging in Wageningen. Wageningen Social & Economic Research doet in Nederland en daarbuiten sociaal-economisch onderzoek op het gebied van land- en tuinbouw en visserij, het beheer van het landelijk gebied, de agribusiness en de productie en consumptie van voedingsmiddelen, natuur en landschap. Met dit onderzoek ondersteunt het de keuzes die overheden en bedrijven moeten maken op het gebied van concurrentie, besturing van productieketens, ruimtelijke ordening, milieuzorg, natuurlijke hulpbronnen, het Europese landbouwbeleid en het mondiale handelsverkeer.
Naast strategisch onderzoek voor beleid op lange termijn, verricht het instituut ook toegepast onderzoek voor het beheer van sector, landelijk gebied en agragrische onderneming. Wageningen Social & Economic Research verricht daarnaast veel wettelijke en dienstverlenende taken voor het ministerie van Economische Zaken en voor het ministerie van Landbouw, Visserij, Voedselzekerheid en Natuur.  

## Geschiedenis
Wageningen Social & Economic Research werd eind jaren 1930 opgericht door landbouworganisaties onder de naam Landbouw Economisch Instituut (LEI). Het doel was om data te verzamelen waar het landbouwbeleid op gebaseerd kon worden. Inmiddels maakt het deel uit van Wageningen University & Research, waar het samen met het departement voor maatschappijwetenschappen de Social Sciences Group vormt.

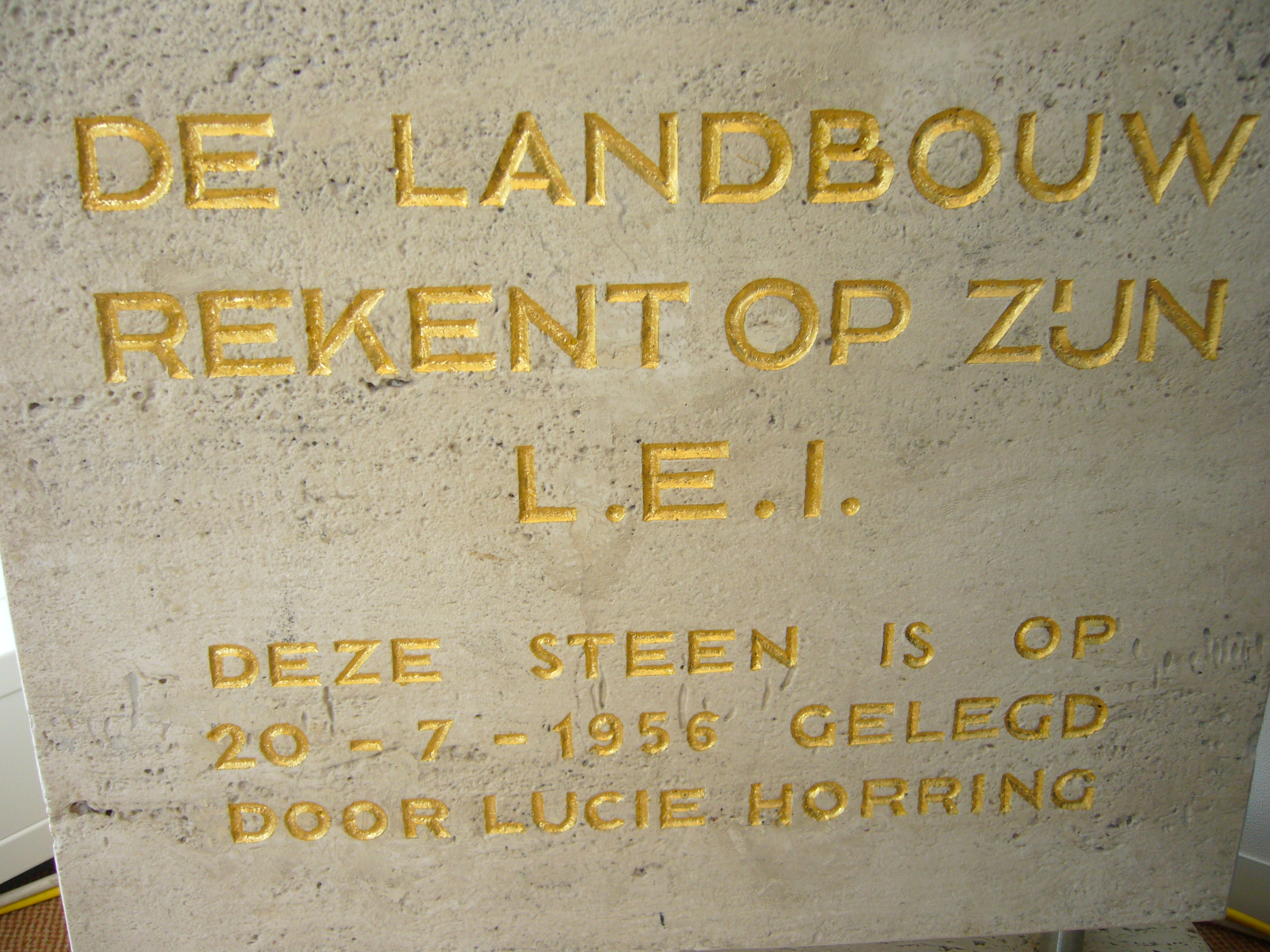
Eerste steen op het kantoor aan de Conradkade

Het eerste kantoor van het LEI stond aan de Parkweg en het tweede aan de Conradkade. Daarna hield het kantoor aan de Burgemeester Patijnlaan en aan het Alexanderveld. Bij de opening van het kantoor aan de Conradkade is de 'eerste steen', die op 20 juli 1956 was gelegd, onthuld met de tekst: DE LANDBOUW REKENT OP ZIJN L.E.I.